# An Thành (xã)
An Thành là một xã thuộc thành phố Hải Phòng, Việt Nam.

## Địa lý
Xã An Thành có vị trí địa lý:
- Phía bắc giáp xã Phú Thái.
- Phía nam giáp xã Kim Thành.
- Phía đông giáp phường An Phong.
- Phía tây giáp xã Hà Nam.

## Lịch sử
Địa bàn xã An Thành trước đây thuộc huyện Kim Thành, tỉnh Hải Dương.
Ngày 12 tháng 6 năm 2025, Quốc hội ban hành Nghị quyết số 202/2025/QH15 về việc sắp xếp đơn vị hành chính cấp tỉnh (nghị quyết có hiệu lực từ ngày 12 tháng 6 năm 2025). Theo đó, sáp nhập tỉnh Hải Dương vào thành phố Hải Phòng. Khu vực thành lập xã An Thành thuộc thành phố Hải Phòng.
Ngày 16 tháng 6 năm 2025, Ủy ban Thường vụ Quốc hội bàn hành Nghị quyết sắp xếp các đơn vị hành chính cấp xã thuộc thành phố Hải Phòng năm 2025. Theo đó, sắp xếp toàn bộ diện tích tự nhiên, quy mô dân số của các xã Ngũ Phúc, Kim Tân và Kim Đính thành xã mới có tên gọi là xã An Thành.
Căn cứ theo đề án sắp xếp đơn vị hành chính cấp xã của thành phố Hải Phòng năm 2025, xã An Thành được thành lập từ:
- Toàn bộ diện tích tự nhiên là 8,45 km², quy mô dân số là 10.871 người của xã Kim Tân;
- Toàn bộ diện tích tự nhiên là 7,92 km², quy mô dân số là 9.113 người của xã Ngũ Phúc;
- Toàn bộ diện tích tự nhiên là 7,30 km², quy mô dân số là 8.801 người của xã Kim Đính.

Xã An Thành có diện tích tự nhiên 23,66 km² (đạt 112,69 % so với tiêu chuẩn) và quy mô dân số là 28.785 người (đạt 179,91% so với tiêu chuẩn).